# Tournoi britannique de rugby à XV 1935
Navigation
Tournoi 1934 Tournoi 1936
Le Tournoi britannique de rugby à XV 1935 est remporté par l'Irlande.

## Classement
| Rang | Nations        | J | V | N | D | PP | PC | Δ  | Pts |
| ---- | -------------- | - | - | - | - | -- | -- | -- | --- |
| 1    | Irlande        | 3 | 2 | 0 | 1 | 24 | 22 | +2 | 4   |
| 2    | Angleterre (T) | 3 | 1 | 1 | 1 | 24 | 16 | +8 | 3   |
| 2    | Pays de Galles | 3 | 1 | 1 | 1 | 16 | 18 | -2 | 3   |
| 4    | Écosse         | 3 | 1 | 0 | 2 | 21 | 29 | -8 | 2   |

LÉGENDE :
J matches joués, V victoires, N matches nuls, D défaites,
PP points marqués, PC points encaissés, Δ différence PP-PC,
Pts points de classement (barème : victoire 2 points ; match nul 1 point ; défaite 0 point),
T : Tenante du titre 1934.

## Résultats
| 19 janvier, Londres | Angleterre     | 3 - 3  | Pays de Galles |
| 2 février, Cardiff  | Pays de Galles | 10 - 6 | Écosse         |
| 9 février, Londres  | Angleterre     | 14 - 3 | Irlande        |
| 23 février, Dublin  | Irlande        | 12 - 5 | Écosse         |
| 9 mars, Belfast     | Irlande        | 9 - 3  | Pays de Galles |
| 6 mars, Édimbourg   | Écosse         | 10 - 7 | Angleterre     |